# Московский техникум информатики и вычислительной техники
Московский техникум информатики и вычислительной техники (МТИВТ) — государственное бюджетное образовательное учреждение среднего профессионального образования города Москвы.

## История
Годом основания техникума считается 1931 год. Тогда в Москве решением Московской областной плановой комиссией при президиуме Мособлисполкома был открыт «Плановый техникум». В 1934 году переименован в «Московский планово-экономический техникум» Мособлплана, а в 1941 году в «Московский плановый техникум» Госплана при СНК РСФСР.
В период Великой Отечественной войны, с 9 декабря 1941 года по 7 февраля 1942 года техникум был закрыт. С 1943 года он стал называться «Московский статистический техникум» ЦСУ СССР. В 1967 году техникум был переименован в «Московский техникум механизации учета» Госкомстата РСФСР, а в 1990 году — в «Московский техникум информатики и вычислительной техники» Госкомстата России.
В 2003 году техникум был передан в ведение Министерства образования России, а в 2012 — в ведение Департамента образования города Москвы.
По данным на 2014 год, в техникуме было 7 компьютерных классов, учебные аудитории, 5 лабораторий и мастерских, спортзал, актовый зал, столовая, библиотека и читальный зал, медицинский и стоматологический кабинеты.
В 2014 году Московский техникум информатики и вычислительной техники был реорганизован и присоединён к Московскому автомобильно-дорожному колледжу им. А. А. Николаева.

## Образование
В 2014 году техникум готовил специалистов по следующим специальностям:
- 230401 (09.02.04) — Информационные системы (по отраслям)
- 230115 (09.02.03) — Программирование в компьютерных системах
- 230111 (09.02.02) — Компьютерные сети
- 230113 (09.02.01) — Компьютерные системы и комплексы